# 催化：侠盗一号前传
《催化：侠盗一号前传》（英語：Catalyst: A Rogue One Novel）是詹姆士·卢森诺写的关于星球大战的科幻小说，该作于2016年11月15日出版。故事先于克隆人战争，终于侠盗一号前，讲述了共和国及未来的银河帝国建造死星一事。小说既为侠盗一号的前奏，亦为星球大战IV：新希望提供了背景。
小说在2016年7月的伦敦星战庆典中的星战小说出版预告环节被预告。

## 情节

### 克隆人战争
克隆人战争时期，共和国根据分离主义的蓝图，开始建造一座月球大小的战斗空间站，并希望在分离主义完成他们的空间站前完工。不久共和国发现主要武器的建造需要能量增强技术方面的突破，所以找到此方面的天才便成了当务之急。此等重任便落在了奥森·克伦尼克中尉的肩上。克伦尼克想到了能提供突破的盖伦·厄索，后者是其大学同窗。
与此同时，中立主义者盖伦正在瓦尔特星上为泽彭工业做能量研究。而瓦星政变，分离主义者掌权。盖伦不幸被俘，分离主义命其效力，不肯，遂被囚。盖伦妻莉娅亦被囚，于狱中生一女，取名琴·厄索。
克伦尼克伪装成泽彭公司代表，用一笔人质交换救出了盖伦一家。安全离开星球后，克伦尼克告诉盖伦自己正在为共和国工作，同时与后者一并观看了共和国炮舰摧毁了瓦星政府建筑群的场景。克伦尼克又去了盖伦的母星格兰治，在那里，他们目睹共和国和分离主义展开大战。
回到科洛桑，克伦尼克及其同僚不断暗示盖伦加入战斗空间站的建设计划，而盖伦无动于衷。施工中的战斗空间站位于吉奥诺西斯星的轨道上，在小波吉尔向共和国效忠后，便由吉星提供建筑工人。在克伦尼克的鼓动下，威尔霍夫·塔金帮盖伦洗清了叛国的嫌疑。克伦尼克又为盖伦安排了一份新工作：在洛克利为螺旋超通公司生产水晶阵列以改善偏远战区的通信中继。
盖伦和家人移居到了行星洛克利，那里时常会遭受分离主义的攻击。在一次分离主义猛攻之下，洛克利即将沦陷。千钧一发之时，攻击停止了。人们后来才得知那一刻分离主义领导人被杀，而绝地圣殿被毁，克隆人战争结束了。

### 银河帝国时期
战后，银河帝国建立。克伦尼克为盖伦开设了天能计划以让他继续研究凯伯水晶。该计划表面上是研究供能，实际是战斗空间站武器系统计划的伪装。尽管战争结束，空间站仍在施工。
为了给帝国占用矿产一个借口，克伦尼克雇佣了奥比特和他的走私团队来将一些退役的武器秘密送往萨莫夫星和瓦迪瑞夫星上。因为武器一旦被发现，帝国便能借防卫无政府主义者之名在星球驻军，接管矿产，滥用这两个星球资源。
克伦尼克瞒着盖伦在马尔帕兹星建设了卫星设施。盖伦的前同事达戈·贝尔克兹在那里研究能量输出，实验不幸出了事故，导致一万人遇难。最终，事故被归因于无政府主义者的破坏。为了激起盖伦的干劲且不让莉娅动摇他的热情，克伦尼克先派遣莉娅前往阿尔平星调查凯伯水晶矿，再把盖伦·厄索单独拉到马尔帕兹上空，向他展示了事故现场，并声称这是无政府主义者的破坏，这果然激起了盖伦的干劲，让他相信自己所做的一切都是为了银河系的大局。
莉娅调查结束后，奥比特给莉娅展示了因采矿而几近毁灭的萨莫夫和瓦迪瑞夫。原来，萨莫夫和瓦迪瑞夫是两个遗产世界。在共和国时代，遗产世界的生态环境受到法律保护，那里只允许存在小规模矿业。而现在帝国对这两个世界的大规模矿物开采严重破坏了当地生态环境，这令莉娅大为震惊。
莉娅回到科洛桑，发现盖伦沉浸在研究中，天能计划也处于机密中。她不得不把萨莫瓦和瓦迪拉法的真相告诉盖伦。听了莉拉的描述后，盖伦开始对帝国的动机产生怀疑，但为了保密却选择不和进一步莉娅讨论此事。不久，盖伦在大型凯伯水晶研究中取得突破，使得水晶能够加强能量光束。克伦尼克在太空中试验该成果，结果大获成功。
与此同时，为了并吞自治的凸角星系（Salient system），克伦尼克又让奥比特在凸角星系去送军火，而奥比特已经联系索·格雷拉并警告凸角星系，让他们准备面对帝国的入侵。任务完成后，塔金带着一艘歼星舰，要求进入凸角，就像上次在萨莫夫和瓦迪瑞夫一样。但这次，整个星系已经准备好决一死战了，人们摧毁了所有帝国可以使用的设施。塔金陷入了僵局，他怀疑是克伦尼克暗中让奥比特通知了凸角，以便使他颜面扫地，好让克伦尼克自己登上高位。
克伦尼克的研究小组成员对研究的真实目的一无所知，现在都开始质疑克伦尼克的目的，并要求退出计划。克伦尼克假装允许他们离开，但马上杀光了他们，随后用他的歼星舰毁掉了研究小组在赫波利的所有设施，之後回到科洛桑，又发现了盖伦夫妇许多的可疑的行为。他尝试威胁莉娅，但最终导致了盖伦夫妇开始互相交流自己对计划的怀疑。
塔金最后还是攻下了凸角，并且捕获了奥比特。奥比特在战争中受了重伤，但在塔金的歼星舰上被治好了。在塔金的审问下，奥比特说出了自己最近的所作所为以及和盖伦还有克伦尼克之间的关系。塔金决定利用奥比特来反击克伦尼克。
在科洛桑，克伦尼克正面对盖伦。克伦尼克离开了盖伦夫妇，当他知道奥比特的飞船正飞回科洛桑时，他怀疑他们想要逃跑。克伦尼克相信奥比特一定会帮助他们逃跑，所以秘密下令逮捕盖伦夫妇，但太迟了。于是，克伦尼克便亲自前往太空港面对奥比特，并准备阻止盖伦夫妇逃跑。让他想不到的是，奥比特已经安排格雷拉接走了盖伦夫妇。
奥比特成了双面间谍。他为塔金工作，汇报克伦尼克的行为举止；他也为克伦尼克工作，寻找盖伦一家的下落。塔金被指派监督战斗空间站的安全，他计划接管战斗空间站计划。克伦尼克因失去盖伦一事而被降级，而盖伦一家，此刻居住在拉姆星上。